# CHANCE!壁のむこうへ
CHANCE！壁のむこうへ（チャンスかべのむこうへ）とはJFN系の一部の放送局で放送されている5分番組。案内役は井門宗之。

## 番組内容
毎週、スポーツ界で活躍していた選手が逆境やピンチを迎えた時、どんな場面で乗り越えられたか語るインタビュー番組。

## ネット局
- エフエム石川:火曜17:55〜18:00